# نوویائوشوو
نوویائوشوو (انگلیسی: Novoyaushevo) یک شهرک در شهرستان مچتلینسکی استان باشقیرستان کشور روسیه است.